# Karłowice (Opole)
Pour les articles homonymes, voir Karłowice.
Karłowice est une localité polonaise du gmina de Popielów dans la voïvodie et le powiat d'Opole.